# Mohammed Al Murawwi
Mohammed Al Murawwi, né le 13 septembre 1988 à Ras el Khaïmah, est un coureur cycliste émirati.

## Palmarès et résultats

### Palmarès par année
- 2008
  - 2e du championnat des Émirats arabes unis sur route
- 2009
  -  Champion des Émirats arabes unis sur route
  - Classement général du Tour of the AGCC Arab Gulf
  -  Médaillé de bronze au championnat du Golfe Persique sur route
  - 3e du championnat des Émirats arabes unis du contre-la-montre
- 2010
  -  Médaillé d'argent au championnat du Golfe Persique du contre-la-montre
  - 9e du championnat d'Asie du contre-la-montre
- 2013
  -  Champion des Émirats arabes unis du contre-la-montre
  - 3e du Sharjah International Cycling Tour
- 2014
  - 2e du championnat des Émirats arabes unis du contre-la-montre
  -  Médaillé de bronze du contre-la-montre par équipes aux championnats arabes des clubs
- 2015
  - 2e du championnat des Émirats arabes unis sur route
- 2016
  - 3e du championnat des Émirats arabes unis du contre-la-montre
- 2017
  - 2e du championnat des Émirats arabes unis du contre-la-montre
- 2018
  - 2e du championnat des Émirats arabes unis du contre-la-montre

### Classements mondiaux
| Année         | 2008 | 2009 | 2010 | 2011 | 2012 | 2013 | 2014 |
| ------------- | ---- | ---- | ---- | ---- | ---- | ---- | ---- |
| UCI Asia Tour | 78e  |      |      |      |      |      | 159e |